# Резолюция Совета Безопасности ООН 1479
Резолюция Совета Безопасности Организации Объединённых Наций 1479, принятая единогласно 13 мая 2003 года, после подтверждения Резолюции 1464 (2003) о ситуации в Кот-д’Ивуаре и резолюций 1460 (2003) и 1467 (2003), Совет учредил Миссию Организации Объединённых Наций в Кот-д’Ивуаре (МООНКИ) после определения ситуации в стране, представляющей угрозу миру и безопасности в регионе.

## Резолюция

### Наблюдения
Совет Безопасности начал с напоминания о важности добрососедства, невмешательства и регионального сотрудничества. Он приветствовал усилия Экономического сообщества западноафриканских государств (ЭКОВАС), Африканского союза и Франции по содействию мирному урегулированию гражданской войны и подтвердил свою поддержку «Соглашению Лина-Маркуси».

### Действия
Была подтверждена роль Специального представителя Генерального секретаря в руководстве системой Организации Объединённых Наций в Кот-д’Ивуаре и на первоначальный период в шесть месяцев будет создана МООНКИ для содействия осуществлению «Соглашения Лина-Маркуси» и операции ЭКОВАС и французских войск. Было также утверждено небольшое количество вспомогательного персонала для оказания помощи Специальному представителю по военным вопросам; контролировать военную ситуацию с беженцами и поддерживать связь с ЭКОВАС, французскими и национальными вооруженными силами Кот-д’Ивуара (НВСКИ). Военный компонент связи первоначально будет состоять из 26 офицеров, и особое внимание будет уделяться правам человека, особенно в отношении женщин и детей, в соответствии с Резолюцией 1325 (2000).
Все ивуарийские стороны были призваны полностью выполнить «Соглашение Лина-Маркуси» и подчеркнуть важность того, чтобы правительство национального примирения могло выполнить свой мандат в переходный период. Необходимо привлечь к ответственности виновных в нарушениях прав человека и международного гуманитарного права. Совет подчеркнул важность скорейшего разоружения, демобилизации и реинтеграции. Кроме того, ивуарийским сторонам было предложено сотрудничать с МООНКИ на протяжении всего срока действия её мандата и обеспечивать безопасность и свободу передвижения её персонала, в то время как ЭКОВАС и французские силы должны были периодически отчитываться о выполнении своих мандатов.
В резолюции приветствовалось соглашение о прекращении огня между НВСКИ и «Новыми силами». Всем государствам Южно-Западной Африки было предложено поддержать мирный процесс в Кот-д’Ивуаре и воздерживаться от действий, которые могут подорвать безопасность и стабильность страны, включая передвижение вооруженных групп и оружия через их границы. Ивуарийским партиям было настоятельно рекомендовано воздерживаться от вербовки наемников, иностранных воинских подразделений и детей-солдат.
Резолюция 1479 завершилась настоятельным призывом к материально-технической и финансовой поддержке сил ЭКОВАС и к Генеральному секретарю Кофи Аннану каждые три месяца докладывать о выполнении нынешней резолюции.

## Голосование
| За (15) | Воздержались (0) | Против (0) |
| --- | ---------------- | ---------- |
| - Китай - Франция - Россия - Великобритания - США - Ангола - Болгария - Чили - Камерун - Испания - Германия - Гвинея - Мексика - Пакистан - Сирия |                  |            |

* жирным выделены постоянные члены Совета Безопасности ООН